# Miąse
Miąse – wieś w Polsce położona w województwie mazowieckim, w powiecie wołomińskim, w gminie Tłuszcz. Ma status sołectwa.
W latach 1954–1961 wieś należała i była siedzibą władz gromady Miąse, po jej zniesieniu w gromadzie Ostrówek. W latach 1975–1998 miejscowość administracyjnie należała do województwa ostrołęckiego.
Przez wieś przebiega droga wojewódzka nr 634.
W miejscowości znajduje się kapliczka z XVIII wieku, rzymskokatolicka parafia pw. św. Jana Chrzciciela, Filia Gminnej Biblioteki Publicznej oraz Zespół Szkół im. Zofii Solarzowej. 
Wieś jest siedzibą rzymskokatolickiej parafii św. Jana Chrzciciela w Miąsem.

## Historia
Właścicielem wsi w końcu XVIII wieku był podkomorzy warszawski Stanisław Sobolewski. 
W 1827 roku Miąse należało do gm. Międzyleś, powiatu radzymińskiego, parafii Klembów. W Miąsem było wtedy 25 domów, 211 mieszkańców oraz folwark. 
Właścicielem dworu był w 1888 roku Tytus Babczyński. Dwór stał w okolicy dzisiejszego ronda, naprzeciwko XVIII wiecznej kapliczki. W I połowie XIX w. właścicielem był generał Julian Bieliński, uczestnik wojen napoleońskich i powstania listopadowego. Na początku XX wieku właścicielem był Władysław Symonowicz, jego wychowanicą była Zofia Solarzowa, znana działaczka ludowa. We dworze bywali wtedy m.in. Twórcy „Siewby” oraz pisarz Stefan Żeromski i malarz, Kazimierz Młodzianowski. Symonowicz sprzedał dwór przed wybuchem I wojny światowej warszawskiemu adwokatowi Landau. Kolejnymi właścicielami, byli prof. Adam Kryński, Faberkiewicz, Drzażdrżyńska. Ostatni właściciele, państwo Molenda wyjechali po wojnie do Krakowa. Dwór został spalony przez Niemców w 1944 roku, z jego otoczenia zachowały się resztki parku oraz stawy.